# 馬六甲型
馬六甲型（英語：Malaccamax）是一個船舶工程術语，指可以在25（82英尺）深的馬六甲海峽通航的最大型船隻。不少散貨船與油輪是這規格的，特別是超大型油輪。超大型油輪可從波斯灣地區運送石油至中國等國家。一艘典型馬六甲型油輪最長為333米（1,093英尺）、最寬為60米（197英尺）、吃水最深為20.5米（67.3英尺）、最大載重噸位為300,000公噸。
相似術语有巴拿馬型、蘇伊士型與聖勞倫斯型，分別對應可以在巴拿馬運河、蘇伊士運河與聖羅倫斯海道通航的最大型船隻。

## 限制
雖然巴拿馬型或蘇伊士型可通過馬六甲海峽，部分中國型與好望角型以及多數超級油輪不能通過。所有超級馬六甲型（比馬六甲型更大而無法過馬六甲海峽的船）需走其他距離較遠的路線。例如：
- 龍目海峽（水深250米（820英尺））→德瓦康水道（水深680米（2,231英尺）[4]）→望加錫海峽→棉蘭老島
- 翁拜海峽→班達海→蘇拉群島與奧比群島間利法馬托拉海峽（水深1,940米（6,365英尺）[5]）→馬魯古海
- 澳洲南部

特別是吃水比巽他海峽最淺處深的船隻。
解決方案有：
- 加深新加坡海峽深度
- 興建克拉運河

## 外部縺結
- Ship sizes （页面存档备份，存于）
- Malaccamax （页面存档备份，存于）